# Orivesi
Orivesi là một đô thị của Phần Lan. Năm thành lập là 1865.

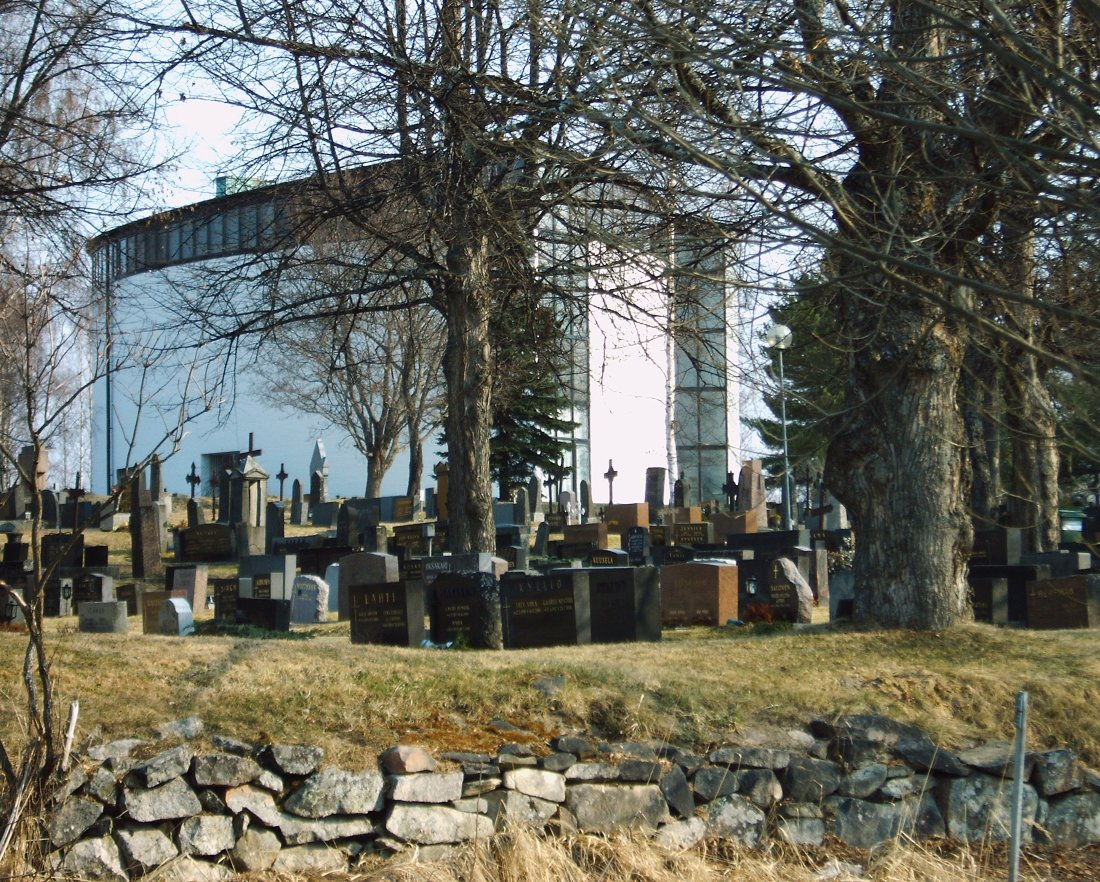
Nhà thờ hiện đại Orivesi.

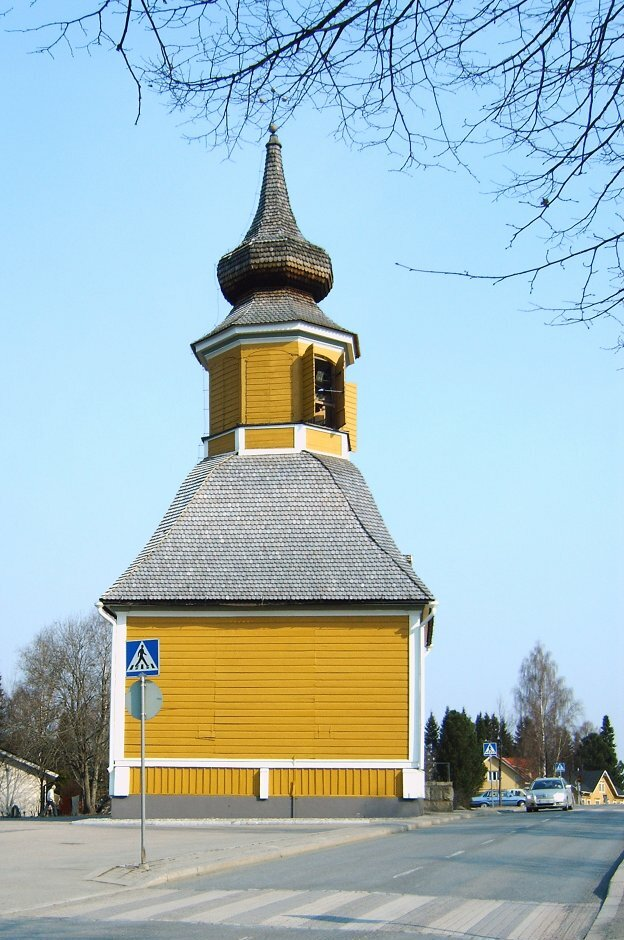
Tháp chuông của nhà thờ gỗ (bị hỏa hoạn phá hủy).

Đô thị này tọa lạc tại tỉnh Tây Phần Lan trong vùng Pirkanmaa. Đô thị này có dân số 9.472 (2007) với diện tích là 971 km² trong đó có 107 km² là diện tích mặt nước. Mật độ dân số là 16.3 người trên mỗi km².
Đô thị này chỉ sử dụng tiếng Phần Lan.
Orivesi có trường nghệ thuật Oriveden Opisto.